# Clamp euglycémique hyperinsulinémique
Pour les articles homonymes, voir Clamp (homonymie).
Le clamp euglycémique hyperinsulinémique est une mesure de la résistance à l'insuline in vivo. 
D'abord développé chez l'Homme avant son adaptation à l'étude chez le rat, cette technique, effectuée chez le rat dont la veine jugulaire droite et la carotide gauche sont pourvues de cathéters (pour la perfusion de traceur, de glucose et d'insuline et pour les prélèvements de sang respectivement) permet de mesurer l'effet de l'insuline sur l'utilisation de glucose par l'organisme (M pour Metabolism) ainsi que son effet sur la production hépatique de glucose (HGP) pour hepatic glucose production. 